# キンナムス
キンナムス（Cinnamus、在位：西暦37年 - 37年）は、アルサケス朝パルティアの王。
キンナムスがいかなる人物であったのかよくわかっていない。パルティア王アルタバヌス2世が貴族達との対立によって廃位された結果、キンナムスが擁立されたが、間もなくアディアベネ王イザテス2世（イザテース2世）の説得によって退位し、アルタバヌス2世に王位を返還した。
| スタブアイコン | サブスタブ | この項目は、まだ閲覧者の調べものの参照としては役立たない、人物に関連した書きかけの項目です。この項目を加筆・訂正などしてくださる協力者を求めています（P:人物伝/PJ:人物伝）。 |